# 30 يونيو (طائرة مسيرة)
30 يونيو هي طائرة مسيرة قتالية مصرية الصنع، من فئة المسيرات متوسطة الارتفاع طويلة البقاء في الجو، من تطوير وصنع شركة آر إي إس (بالإنجليزية: ROBOTIC ENGINEERING SYSTEM)‏ وهي شركة مصرية متخصصة فى مجال صناعة الطائرات المُسيرة، تعمل في القوات الجوية المصرية، وكان أول ظهور لها في معرض إيديكس مصر 2021.

## المواصفات
تتميز المُسيرة 30 يونيو بالمواصفات التالية:
- الطول: 8.9 متر.
- الارتفاع: 2.6 متر.
- باع الجناح: 12 متر.
- السرعة: 260 كم / ساعة.
- الحمولة: 270 كجم.
- سقف الخدمة: 18 كم.
- الوزن عند الإقلاع: 1400 كجم.
- عدد المحركات: 2 محرك توربيني.
- قدرة المحرك الواحد: 115 حصان.
- عدد نقاط التحميل: 10
- مدة الطيران: 14 ساعة.

## المستخدمون
- القوات الجوية المصرية.